# Mira Jadrić Winterhalter
Mira Jadrić Winterhalter (* 24. April 1942 in Banja Luka; † 29. Januar 2011 in Sarajevo) war eine bosnisch-herzegowinische Medizinerin und Kommunalpolitikerin.

## Leben
Nach dem Besuch des Gymnasiums absolvierte sie ein Studium an der medizinischen Fakultät der Universität Sarajevo, an der sie 1975 promovierte. Sie war dort dann als Assistenzprofessorin, außerordentliche und schließlich ordentliche Professorin tätig. Von 1981 bis 1983 war sie Dekanin der Fakultät für Zahnheilkunde und von 1985 bis 1998 Prodekanin an der pharmazeutischen Fakultät. Mit der Gründung der medizinischen Fakultät der Universität Mostar war sie dort als Gastprofessorin tätig.
Anfang der 2000er Jahre war sie Vorsitzende des Stadtrates von Sarajevo.
Sie verfasste Lehrbücher und eine Vielzahl von wissenschaftlichen Arbeiten. 